# Автошлях E011
Європейський маршрут E011 — європейський автомобільний маршрут категорії Б, що проходить через Казахстан і Киргизстан і проходить через Кокпек, Кеген і Тюп.

## Маршрут
- Казахстан
  - E012 Кокпек, Кеген
- Киргизстан
  - Тюп